# Zener-prijs
De Zenerprijs (Engels: Zener Prize, ook wel bekend als de Zener Gold Medal) is een prestigieuze internationale prijs die sinds 1965 wordt uitgereikt aan wetenschappers ter erkenning van baanbrekende wetenschappelijke ontdekkingen op het gebied van materiaalkunde en natuurkunde, specifiek voor spectroscopie en interne wrijving. De Zenerprijs is ingesteld ter ere van de Amerikaanse natuurkundige Clarence Melvin Zener voor een baanbrekende individuele ontdekking of bijdrage aan de materiaal- en/of natuurkunde. De Zener Gold Medal wordt één keer in de drie jaar uitgereikt op de ‘Conference on Internal Friction and Mechanical Spectroscopy’ (ICIFMS). De prijs is tot 2022 aan 24 wetenschappers uitgereikt.

## Geschiedenis
De Zenerprijs, voorheen bekend als de ICIFUAS-prijs (1965-1989), is uitgereikt aan drie onderzoekers; W.O. Köster in 1965, W.P. Mason 1969 en aan C.M. Zener in 1985. In 1989 wordt de Gold Medal, een 23 karaats gouden medaille, gefinancierd door de Chinese Academie van Wetenschappen. Twee van deze medailles werden uitgereikt aan A.S. Nowick en T.S. Kê. Kort na het overlijden van Clarence Melvin Zener op 2 juli 1993, is besloten de Zenerprijs uit te reiken op de conferentie in Rome ter ere van het baanbrekende werk van Clarence Zener. De huidige mal van de medaille is in 1999 geproduceerd en gefinancierd in Buenos Aires, Argentinië. De eerste Zener Gold Medal is uitgereikt aan G. Schoeck, terwijl een speciale kopie van de nieuw ontworpen ‘Zener Medaille’ is verleend aan zeven eerdere gelauwerden. Sinds 1999 krijgt elke laureaat met de Zenerprijs onderscheiding een Zener Gold Medal en een certificaat. Op deze 20 karaats gouden medaille staat een afbeelding van Clarence Zener.

## Nominatie en selectie
De leden van het Honorary en International Scientific Committee van de ICIFMS kunnen nominaties aanbrengen. Het Zener-Comité bestaat uit eerdere prijswinnaars en 40 erkende natuurkundigen die door middel van een geheime stemming de winnaar kiezen. De Zenerprijs wordt niet postuum uitgereikt.

## Lijst van winnaars
| Jaar | Naam                   | Land             |
| ---- | ---------------------- | ---------------- |
| 1965 | Werner Köster          | Duitsland        |
| 1969 | Warren Perry Mason     | Verenigde Staten |
| 1985 | Clarence Melvin Zener  | Verenigde Staten |
| 1989 | Ting-sui Kê            | China            |
| 1989 | Arthur Stanley Nowick  | Verenigde Staten |
| 1993 | Piero Giorgio Bordoni  | Italië           |
| 1993 | Kurt Lücke             | Duitsland        |
| 1993 | Alfred Seeger          | Duitsland        |
| 1993 | Charles Allen Wert     | Verenigde Staten |
| 1996 | Andrew Vincent Granato | Verenigde Staten |
| 1999 | Gunther Schoeck        | Oostenrijk       |
| 2002 | Willy Benoit           | Zwitserland      |
| 2002 | Masahiro Koiwa         | Japan            |
| 2005 | Rosario Cantelli       | Italië           |
| 2005 | Manfred Weller         | Duitsland        |
| 2008 | Daniel Newson Beshers  | Verenigde Staten |
| 2008 | Gaetano Cannelli       | Italië           |
| 2008 | Gilbert Fantozzi       | Frankrijk        |
| 2011 | Gérard Gremaud         | Zwitserland      |
| 2011 | Fabio Massimo Mazzolai | Italië           |
| 2014 | Qing-Ping Kong         | China            |
| 2014 | Robert Schaller        | Zwitserland      |
| 2017 | Leszek Bogumił Magalas | Polen            |
| 2022 | Jose M. San Juan       | Spanje           |